# Theta1 Microscopii
Pour les articles homonymes, voir Theta Microscopii.
Désignations
Theta1 Microscopii (en abrégé θ1 Mic) est une étoile binaire de cinquième magnitude de la constellation australe du Microscope. D'après la mesure de sa parallaxe annuelle par le satllite Gaia, le système est distant d'environ 50 pc (∼163 al) de la Terre.
Sa composante primaire, désignée θ1 Microscopii A, est une variable de type α2 Canum Venaticorum avec une période de 2,125 jours et dont la magnitude apparente varie entre 4,77 et 4,87. Il s'agit d'une étoile blanche de la séquence principale de type spectral A7VpSrCrEu, la notation « pSrCrEu » indiquant que son spectre présente des surabondances marquées en strontium, en chrome et en europium. Cela en fait une étoile Ap, un type d'étoile chimiquement particulière,.
θ1 Microscopii A est âgée d'approximativement 400 millions d'années et elle est 2,3 fois plus massive que le Soleil. Son rayon est 2,4 fois plus grand que le rayon solaire, elle est 36 fois plus lumineuse que le Soleil et sa température de surface est de 9 240 K.
Son compagnon, désigné θ1 Microscopii B, est une étoile de magnitude 7,42 qui était située à une distance angulaire de 0,2 seconde d'arc seulement de θ1 Microscopii A en 2023. Elle a été mise en évidence pour la première fois par le satellite Hipparcos.